# Сегодня (телепрограмма)
«Сего́дня» — информационная программа телекомпании НТВ. Выходит с 11 октября 1993 года. Лауреат премий ТЭФИ (1996—1999, 2004, 2025).

## История

### 1993—1996
Впервые в эфир программа вышла 11 октября 1993 года. С 11 октября 1993 по 14 января 1994 года выходила в эфир на «Пятом канале» один раз в день в 21:00 с хронометражем 35 минут. С 17 января 1994 года выходит в эфир на НТВ два раза в день в 19:00 и 22:00, каждая из которых с хронометражем по 35 минут, ведущими её стали Михаил Осокин и Татьяна Миткова — в графике «неделя через неделю». Некоторое время до весны 1994 года трансляция новостных блоков НТВ продолжалась на «Пятом канале». В 1993—2015 годах и в настоящее время в программе также выходил блок новостей спорта. Изначально его вёл Алексей Бурков, затем его также стали вести Кирилл Кикнадзе, Юлия Бордовских, Василий Соловьёв, Иоланда Чен, Михаил Решетов и другие. Ведущие спортивных блоков имели постоянную привязку к своим коллегам из основной части выпуска: например, на неделе Татьяны Митковой работал только Кирилл Кикнадзе, а на неделе Михаила Осокина работала Юлия Бордовских, ввиду того, что тогдашнее руководство канала считало, что в одном выпуске передачи не должны работать ведущие одного пола. До 1996 года Бордовских и Кикнадзе работали одни в графике «неделя через одну», новые ведущие блока появились в кадре только после создания спутникового оператора «НТВ-Плюс» и получения НТВ всего канала в ноябре 1996 года.
Вплоть до начала октября 2001 года, если корреспондент программы появлялся в кадре, на экране не отображалась соответствующая плашка с его именем и фамилией, в отличие от других существовавших в 1990-е годы новостных программ, показывавших имена корреспондентов (иногда также операторов и звукорежиссёров) в начале или во время репортажей. Эти данные называли сами журналисты (впервые на российском телевидении). Почти все собственные корреспонденты Службы информации НТВ, работавшие в странах бывшего СССР (в частности, в Белоруссии и Украине), являлись гражданами России, в соответствии с внутренними законами телекомпании (другие вещатели назначали их из граждан тех стран, которые они представляют в эфире).
С 19 декабря 1994 года в 0:00 стала выходить аналитическая программа «Сегодня в полночь», вели которую сначала Михаил Светличный (в 1995 году перешёл на ОРТ) и Александр Шашков (в 1998 году перешёл на «ТВ Центр»). Затем к ним присоединились Владимир Кара-Мурза и Александр Герасимов (ранее — корреспонденты программ «Сегодня» и «Итоги»). Выпуск «Сегодня в полночь» отличался от обычных наличием внутри программы мнений экспертов на одну из тем дня. С основания и до ухода Владимира Кара-Мурзы в этой программе присутствовал обзор газетных заголовков и интересных статей российской периодики за прошедшую часть дня (или на день завтрашний), с авторскими комментариями ведущего, репортажами корреспондентов, а также синхронами журналистов и редакторов газет. В конце 1990-х, начале 2000-х годов программа стала часто выходить в плавающем графике (от 0:00 до 0:45). Чаще всего трансляция программы смещалась по сетке при наличии в ней трансляций футбольных еврокубков и (или) стоявшей перед ней передачи «Сегоднячко» (в очень редких случаях после трансляций футбола она могла и вовсе отсутствовать). С 1998 по 2001 год единственным ведущим программы «Сегодня в полночь» являлся Владимир Кара-Мурза.

### 1996—1998
С 11 ноября 1996 года выпуски программы «Сегодня» в 19:00 и 22:00 стали называться «Сегодня вечером», и, кроме того, в 12:00, 14:00 и 16:00 по будням и по выходным (кроме выпуска в 14:00) стала выходить программа «Сегодня днём», а в 6:00, 6:30, 7:00, 7:30, 8:00, 8:30 и 10:00 по будням (также до сентября 1999 года в 9:00, а до июля 1997 года в 9:30) и в 8:00, 9:00 (оба до 1997 года) и 10:00 по выходным — «Сегодня утром». Ведущими этих выпусков стали Жанна Агалакова (ранее корреспондент программы «Деловая Россия» на РТР), Андрей Норкин, Григорий Кричевский (пришли с радио) и Андрей Черкасов (ранее и позже, с 1998 года, — обозреватель информационных программ телеканала), спустя несколько недель к ним присоединились Марианна Максимовская (ранее корреспондент программ «Сегодня» и «Итоги») и Пётр Марченко (пришёл с радио «Эхо Москвы»). Одно время короткие выпуски на утреннем канале также представлял Виталий Бузуев (также работал корреспондентом НТВ, впоследствии ушёл на ТНТ, ТВ-6, и затем — на РЕН ТВ).
В 1997—2000 годах некоторые ведущие утренних и дневных эфиров, в частности, Марианна Максимовская и Григорий Кричевский, также иногда могли замещать своих коллег в вечерних выпусках передачи (19:00 и 22:00, обычно в летний или постновогодний период). До осени 1996 года включительно аналогичные обязанности могли исполнять ведущие программы «Сегодня в полночь» Владимир Кара-Мурза и Александр Шашков.
C 7 сентября 1997 года воскресный выпуск «Сегодня вечером» в 19:00 был перенесён на час раньше — в 18:00, а с 16 ноября был заменён на программу «Итоги. Предисловие», предварявшую основной выпуск «Итогов» в 21:00.

### 1998—2001
23 марта 1998 года в эфире НТВ появился первый прогноз погоды с ведущими. Ими стали Александр Беляев, Евгений Гинзбург (после захвата НТВ ушёл на ТВ-6 вместе со всеми, после закрытия ТВ-6 — на РТР) и Татьяна Юрко (позднее перешла на ТВЦ), в 2000 году к ним присоединилась Ирина Полякова (ранее вела прогнозы погоды на ОРТ и РТР, с 2001 по 2002 год — на ТВ-6).
С осени 1998 года, после начала вещания телеканала НТВ на «орбиты», «Сегодня утром», «Сегодня днём» и «Сегодня вечером» были переименованы в «Сегодня».
C 24 апреля 1999 года выпуски программы «Сегодня» по выходным дням стали выходить 2 раза утром в 8:00 и 10:00, а затем в 12:00 и 16:00 (в оба выходных дня), а также в 19:00 и 22:00 (только по субботам). С 6 сентября в утреннем блоке по будням на 45-й минуте часа добавились короткие информационные дайджесты «Сегодня» со своей заставкой, в которых ведущий под шпигель программы одной строкой представлял актуальные темы часа. Осенью того же года Жанна Агалакова перешла на ОРТ. С весны 2000 года утренние выпуски программы стала представлять Ольга Белова (ранее работала на других телеканалах). С августа 2000 года одной из ведущих утренних выпусков программы «Сегодня» стала Наталья Забузова (ранее — редактор международной информации НТВ). Одно время в начале 2000-х годов выпуски программы «Сегодня» недолго вёл Михаил Куренной (ранее и позже работал на РЕН ТВ).
С июня 2000 по апрель 2001 года при наличии перед выпуском «Сегодня» в 22:00 прямого эфира какого-либо актуального общественно-политического ток-шоу из 11-й студии Останкино («Глас народа», «Независимое расследование», «Итоги» — спецвыпуск 3 апреля 2001 года), его начало часто смещалось с 22:00 от 2—5 до 30—40 минут позже обычного (сохраняя при этом и предшествовавший в те годы эфиру новостей рекламный блок на 2-3 минуты). В тот же период, по словам телекритика Юрия Богомолова, высказанным им в нескольких статьях тех лет, в часы некоторых крупномасштабных и значимых мировых событий, как то свержение Милошевича в Югославии в октябре 2000 года или же авиаудары США по Багдаду в феврале 2001 года, на НТВ вообще не транслировались специальные выпуски новостей (хотя в прошлые годы эфир канала в таких случаях всегда перевёрстывался под экстренное новостное вещание).
В 2000 году на ТНТ появилась информационная программа «Сегодня в столице» производства НТВ. Её делали, в основном, молодые тележурналисты, недавние выпускники и студенты журфака МГУ, отобранные в результате практики, которую НТВ организовал вместе с университетом по инициативе Евгения Киселёва и Анны Качкаевой. Ведущими стали Борис Кольцов, Евгений Борковский (пришёл с красноярского телеканала «ТВК»), Ольга Белова, Ксения Туркова и Вячеслав Крискевич. В качестве её корреспондентов выступали такие ныне известные тележурналисты (многие из которых работали и для основной версии программы), как Егор Колыванов, Никита Анисимов, Мария Столярова, Сергей Смирнов, Ксения Туркова, Алла Чернышёва, Татьяна Ильина, Марина Петухова, Надежда Правдина, Наталья Шушкова и другие. Программа прекратила своё существование одновременно с захватом НТВ. В США с 2000 по 2005 год вечерние выпуски программы «Сегодня» НТВ (а также «Сейчас» на ТВ-6) ретранслировались на кабельном канале «C-SPAN» с одноголосым закадровым переводом на английский язык под заставкой «NTV: RUSSIAN INDEPENDENT NEWS».
С 3 февраля по 7 апреля 2001 года в сетке вещания телеканала выпуск «Сегодня» по субботам в 22:00 отсутствовал, вместо него шла программа «Итого» с Виктором Шендеровичем. После смены руководства НТВ и ухода автора этой передачи с канала он был восстановлен.

### Апрель—сентябрь 2001
В апреле 2001 года произошла глобальная ротация ведущих и корреспондентов, связанная с уходом ряда ведущих журналистов НТВ, в том числе Михаила Осокина, Владимира Кара-Мурзы, Андрея Норкина и Марианны Максимовской, на ТНТ (а отсюда и на ТВ-6). Так, одним из ведущих вечерних выпусков программы «Сегодня» стал Пётр Марченко, который ранее вёл утренние выпуски. Ведущими программы «Сегодня в полночь» (в заставке и анонсах программы стало указываться название «Сегодня 24:00», в печатных изданиях — «Сегодня») стали Александр Хабаров (ранее был корреспондентом НТВ) и Кирилл Поздняков. Формат выпуска в 0:00 стал несколько иным: обзор новостей за прошедшие сутки с периодическим подключением мнений экспертов. Некоторое время они же вели и выпуски программы в 22:00 по будням; кроме того, эфиры в 22:00 и 0:00 стали включать в себя регулярные телемосты с гостями, располагавшимися в студии «Россия», ранее эпизодически появлявшиеся утром или днём. Ведущими дневных выпусков стали перешедшие из утреннего эфира Ольга Белова и Наталья Забузова. Утренние выпуски стали вести Денис Солдатиков (ранее работал корреспондентом в программе «Криминал»), Евгений Борковский и Антон Хреков (ранее — корреспондент программ «Сегодня» и «Итоги»). Чуть позже к ним присоединился Алексей Суханов (пришёл с радиостанции «Маяк»). Ведущим вечерних субботних выпусков стал Юрий Липатов (ранее — корреспондент программ «Сегодня» и «Итоги», затем ушёл на телеканал «Россия»).
Одновременно с этим, полностью произошла смена ведущих новостей спорта. Администрация телеканала «НТВ-Плюс Спорт» приняла решение не сотрудничать с менеджментом под руководством Бориса Йордана, и взамен этого на НТВ приняли решение создать свою собственную спортивную редакцию. Как следствие, прежние ведущие (Михаил Решетов, Кирилл Кикнадзе, Юлия Бордовских, Иоланда Чен, Сергей Наумов и другие) в полном составе перешли на ТВ-6, а вместо них ведущими спортивных новостей НТВ стали Геннадий Клебанов, Дмитрий Калениченко, Анна Ткачёва, Мария Киселёва. Весной-летом 2002 года, в промежутке между отключением ТВ-6 и началом вещания ТВС, часть старых ведущих новостей спорта вернулась на НТВ.
В свою очередь, с 14 апреля 2001 года ведущие и журналисты, покинувшие НТВ, работали над программой с названием «Сегодня» на ТНТ, а впоследствии и ТВ-6. С осени 2001 года она стала называться «Сейчас», а в 2002 году, после закрытия ТВ-6 и начала вещания ТВС, программа приобрела название «Новости».

### 2001—2005
С 15 сентября 2001 по 12 января 2002 года в субботу вечером выходил только один выпуск программы (в 22:00), который был слит с программой «Профессия — репортёр». Перед показом фильма в студию новостей приходил автор репортажа, которому ведущий выпуска задавал несколько вопросов относительно проделанной им работы. С начала октября 2001 до осени 2005 года при появлении штатных корреспондентов телекомпании в кадре их имена и фамилии в плашке сопровождались подписью «НТВ», с осени 2005 года — подписями «корреспондент» или «обозреватель».
С 19 января 2002 года субботний выпуск программы «Сегодня» в 22:00 вместе с сопутствовавшей ему программой «Профессия — репортёр» был сначала перенесён на 19:00, а затем и вовсе убран из сетки вещания телеканала; в сентябре был убран и выпуск программы в 22:00 по пятницам.
1 апреля 2002 года Служба информации НТВ перешла на круглосуточное производство выпусков новостей, что позволило жителям восточных регионов России смотреть выпуски программы «Сегодня» в прямом эфире без привязки к московскому времени и в одно и то же время, что и в Москве (до этого московские вечерние выпуски выходили на следующий день утром в записи из-за ночного времени на Дальнем Востоке и в Сибири, а время выхода выпусков на «орбитах» могло отличаться от московской сетки вещания).
С 10 июня по 6 сентября 2002 года выпуск программы «Сегодня» в 14:00 выходил в урезанном виде, с продолжительностью 5 вместо 20 минут. С 9 сентября того же года аналогичный хронометраж имели все дневные выпуски программы, которые стали выходить каждый час с 10:00 до 18:00 (кроме 13:00) по будням и с 8:00 до 18:00 (кроме 14:00) по выходным. Выпуски в 10:00 по будням и в 16:00 по выходным сохраняли продолжительность 25 минут. Оба этих выпуска, наряду с вечерними, выходили из основной студии программы. Ведущими коротких дневных выпусков «Сегодня днём», выходивших из отдельной студии, стали Ольга Белова — на одной неделе, на другой — Евгений Борковский. После ухода Петра Марченко в 2002 году на «Первый канал» некоторое время вечерние (19:00 и 22:00) выпуски программы «Сегодня» вела Татьяна Миткова, а позже до 2003 года Кирилл Поздняков. Тем временем, программа «Сегодня в полночь» на протяжении почти года, с 1 июля 2002 по 8 мая 2003 года, не выходила в эфир вообще.
С 10 февраля 2003 года вместо выпуска «Сегодня в 22:00» стала выходить в эфир программа «Страна и мир», которую вели Антон Хреков, Алексей Пивоваров (ранее — корреспонденты программ «Сегодня», «Итоги» и «Намедни»), Юлия Бордовских (ранее ведущая рубрики «Сегодня: Спорт» и новостей спорта программы «Сейчас») и Асет Вацуева (ранее работала в прессе). В период временного отсутствия в эфире программы «Намедни» по воскресеньям в 19:00 выходили итоговые воскресные выпуски программы с изменённым графическим и музыкальным оформлением, ведущим был Кирилл Поздняков. Аналогичный выпуск с Поздняковым выходил в те же месяцы и по субботам в 19:00 до создания программы «Личный вклад». В начале каждого такого выпуска ведущий рассказывал, что в этот день происходило из примечательного или значимого в прошлые годы.
С 12 мая 2003 года ежечасовые пятиминутные выпуски новостей были убраны, вместо них стали выходить получасовые выпуски программы в 10:00, 12:00, 15:00, 17:00 и 19:00. Такой шаг выпусков (12:00, 15:00, 17:00 и 19:00) был создан, как объяснял заместитель генерального директора НТВ Александр Герасимов, для того, чтобы «жители восточных регионов России могли получать новости такого же качества, что и московские зрители». При этом на орбитах некоторые выпуски продолжали вести свои ведущие, в том числе и те, эфиров с участием которых никогда не было в московском эфире НТВ (они шли из бывшей студии коротких 5-минутных выпусков, так как основная в те же часы была занята другими эфирами). После дневных передач снова стали идти блоки информации о спорте и погоде (чего не было в период существования коротких выпусков 2002—2003 годов, когда они шли только в выпусках утра и вечера по будням и после эфира в 16:00 по выходным). По выходным программа стала выходить с тремя 15-20-минутными выпусками и с шагом в 4 часа — в 8:00, 12:00 и 16:00. Дневные выпуски программы «Сегодня» в тот период вели Ольга Белова, Алексей Суханов и Кирилл Поздняков, а утренние выпуски стали вести Елена Винник, Алексей Тарханов, Евгений Борковский и Анна Шнайдер. В то же время был восстановлен ночной выпуск «Сегодня в полночь». Программа выходила в плавающем графике от 0:45 до 1:30 и стала представлять собой простой обзор событий за день хронометражем от 10 до 20 минут; иногда (в сентябре 2003 и январе 2004 года) программа могла выходить и в промежутке 0:00—0:30. Этот выпуск стала вести Ольга Волкова, ранее являвшаяся одной из ведущих выпусков на регионы. С 2003 по 2004 год для ночного выпуска новостей были выделены полукруглый стол и экран в углу основной студии, где ранее проходили программы «Герой дня» и «Сегодня» с Кириллом Поздняковым. Помимо этого, у программы были свои варианты плашек опознания места и лиц, а также всплывающие иронические картинки по теме репортажей с заголовками, отображавшиеся левее ведущего или же внизу, правее логотипа канала.
В июле 2003 года с закрытого телеканала ТВС на НТВ вернулся Михаил Осокин, и выпуски «Сегодня в 19:00», как и до раскола коллектива телеканала в 2001 году, стали вести Осокин и Татьяна Миткова поочерёдно. Исключением стал вечерний выпуск, вышедший в эфир в день 10-летия НТВ (10 октября 2003 года), который эти ведущие провели вместе. В случае наличия в сетке вещания прямых трансляций футбольных еврокубков, проходящих на российских стадионах, с осени 2003 по ноябрь 2010 года вечерний выпуск в 19:00 также мог выходить в урезанном (20 вместо 35 минут), а с осени 2011 года по ноябрь 2014 года в расширенном (до начала самой трансляции в 19:45) виде.
С 6 июня 2004 года, после закрытия программы «Намедни», программа возобновила свой выход по воскресеньям вечером с одним выпуском в 19:00, хронометраж — 30 минут, как по будням. После закрытия программы «Личный вклад» такой же выпуск стал выходить и по субботам в то же время. В июле 2004 года Татьяна Миткова перестала вести выпуск «Сегодня в 19:00», вместо неё некоторое время программу вели Ольга Белова и Михаил Осокин поочерёдно. Иногда своих коллег из вечерних выпусков также мог подменять Кирилл Поздняков.
С 30 августа 2004 года программа «Сегодня» стала выходить в эфир в 10:00, 13:00 (вместо 12:00), 16:00 (вместо 15:00 и 17:00) и 19:00, а хронометраж утренних и дневных выпусков был сокращён с прежних 30 до 12—20 минут. В 2004—2005 годах, после введения круглосуточного вещания, существовал ещё один выпуск «Сегодня» — в 4:00. В выходные дни первый выпуск программы стал показываться, как и прежде, в 8:00, далее, с 10:00 по 19:00 включительно программа также выходила раз в 3 часа. Кроме того, с этого же времени программа «Сегодня в полночь» приобрела постоянное эфирное время — сначала в 0:30, затем ровно в 0:00 (после футбольных трансляций — в районе 0:45) — и стала выходить в отдельной студии. Её ведущим стал Евгений Борковский. Изменились стилистика, отбор и подача новостей в программе, они стали более унифицированными и подогнанными под стандарты государственных каналов, тем самым, уже мало чем отличаясь от программы «Вести» на «России», за исключением программы «Страна и мир», позднее «Сегодня в 22:00». Кроме того, в новостных выпусках на НТВ постепенно ужесточилась цензура. По свидетельству Бориса Кольцова (ушедшего с канала в сентябре 2006 года корреспондента «старого НТВ»), при редактуре текстов руководители службы информации и непосредственно генеральный директор Владимир Кулистиков всё чаще призывали репортёров сглаживать все острые углы в текстах их сюжетов. В частности, такое происходило при освещении в 2005 году протестов пенсионеров против монетизации льгот. По другому свидетельству, цензура также проявлялась в момент освещения на НТВ событий в Беслане в сентябре 2004 года: руководство канала знало истинное число лиц, находящихся в школе, но заставляло находившихся на месте корреспондентов озвучивать иные цифры.

### 2005—2007
В январе 2005 года программа «Страна и мир» была переименована: было возвращено первоначальное название вечерних выпусков, шедших по будням — «Сегодня в 22:00». При этом вместо Юлии Бордовских одной из соведущих Антона Хрекова стала Юлия Панкратова (ранее корреспондент программы «Намедни»).
С 18 сентября 2005 года воскресные выпуски стали выходить под названием «Сегодня: Итоговая программа» с Кириллом Поздняковым, а вечерние выпуски по будням лишились названий «Сегодня в 19:00» и «Сегодня в 22:00». С сентября по декабрь 2005 года вместо Евгения Борковского программу «Сегодня в полночь» вёл Михаил Осокин, убранный из прайм-тайма (позже ушёл на RTVi). Евгений Борковский и Ольга Белова стали вести дневные выпуски, а выпуск программы «Сегодня» в 19:00 стали вести те же ведущие, что и программы «Страна и мир», поскольку руководство канала решило сделать ставку на более молодых ведущих в главном выпуске информационной программы за день. В декабре 2005 года был окончательно закрыт пятничный выпуск программы «Сегодня» в 22:00. Некоторое время до конца 2005 года Михаил Осокин также вёл утренние выпуски на регионы. Ежедневные утренние выпуски по будням с 6:00 до 8:30 включительно стали выходить из отдельной студии, ранее принадлежавшей программе «Сегодня в полночь», а вечерние в 19:00 — из бывшей студии программы «Страна и мир».
12 января 2006 года программа «Сегодня в полночь» была закрыта, последний выпуск вышел в эфир в ночь с 29 на 30 декабря 2005 года. В этом же году Юлия Панкратова ушла на «Первый канал», а летом Антон Хреков решил покинуть программу, чтобы начать вести авторский проект «Главный герой». Вместо них ведущими выпуска программы «Сегодня» в 19:00 стали Александр Яковенко (ранее — корреспондент программы «Сегодня») и Ольга Белова. В 2006 году программу также покинули ведущие Алексей Суханов (ушёл работать ведущим на радио Сити-FM, а оттуда перешёл на «Пятый канал»), Евгений Борковский (ушёл работать директором новостей на радио Сити-FM) и Анна Шнайдер (ушла работать ведущей на телеканал «Вести 24»). Дневные выпуски стали вести Елена Винник и Андрей Ухарев (ранее корреспондент и ведущий новостей «Первого канала»). Утренние выпуски стали вести Алла Чернышёва (ранее корреспондент программ «Сегодня в столице», «Сегодня» и ведущая утренних новостей на канале ТВС), Дмитрий Завойстый (ранее был ведущим «Городских новостей» на канале М1) и Василий Максименко (ранее — ведущий и корреспондент новостей телекомпании «ТВ2»). В это же время в дневных и вечерних выпусках передачи появилась рубрика «Сегодня. Деловые новости» с ведущим Игорем Полетаевым (до этого был ведущим телеканала РБК).
В августе 2006 года Асет Вацуева покинула программу «Сегодня», вместо неё вечерние выпуски недолгое время вела Ольга Белова. Впоследствии соведущей Алексея Пивоварова стала Лилия Гильдеева (ранее работала на других телеканалах).

### 2007—2011
C 14 мая 2007 года программа «Сегодня» в 22:00 стала выходить в эфир в 22:45 (с 14 января 2008 года был перемещён на 22:40, 13 октября 2008 — на 23:00, и окончательно 12 октября 2009 года на 23:15). Формат новостей в 22:45 стал иным: дайджест событий за день. Изменение формата данного выпуска мотивировали, прежде всего, тем, что последние 2 года, с тех пор как формат двух вечерних выпусков в 19:00 и 22:00 стал похожим, они были практически идентичными и по содержанию, а первополосные темы зачастую давались вообще без обновления информации. Программу вёл кто-либо из ведущих, проводивших выпуск в 19:00, изначально — сидя на барном стуле возле плазменного экрана, с августа 2008 года — на основной позиции за столом. Выпуск в 22:45 (22:40, 23:00, 23:15), в отличие от аналогичного в 19:00, стал носить менее формальный характер и с другим музыкальным оформлением.
В 2007—2009 годах предновогодние выпуски включали в себя итоговый репортаж под названием «200X год глазами корреспондентов НТВ», представлявший собой совокупность всего самого главного и интересного, что произошло в уходящем году, а также всего того, о чём в течение года рассказывали корреспонденты НТВ. С 1 января 2010 по 11 января 2015 года для выпусков в 19:00, выходящих в эфир в первые дни Нового года, готовились серии ретроспективных комментариев, первая из которых была названа «Мой 2009». В их рамках корреспонденты НТВ вспоминали самые яркие события ушедшего года, которые они освещали.

### 2011—2015
В октябре 2011 года выпуск «Сегодня в 23:15» был заменён на программу «Сегодня. Итоги». Первый выпуск программы состоялся 24 октября 2011 года. Программу вели Татьяна Миткова или кто-либо из ведущих, проводивших выпуск в 19:00.
Летом 2012 года (с 13 августа), пока студия программы «Сегодня» для вечерних выпусков находилась в ремонте, ведущие находились в студии для дневных выпусков.
С 17 апреля 2013 года программа транслируется в формате 16:9.
С 31 августа 2013 года субботний выпуск программы «Сегодня» в 19:00 был объединён с программой Вадима Такменёва «Центральное телевидение». В студии «Сегодня в 19:00» дежурит кто-либо из четырёх ведущих вечерних выпусков программы «Сегодня» и периодически выходит в эфир «ЦТ» на перекличку с Такменёвым или же с блоком новостей за субботу.
С 5 ноября 2013 года программу покинул Алексей Пивоваров (ушёл на СТС). Вместо него выпуск в 19:00 в паре с Лилией Гильдеевой стал вести Игорь Полетаев (ранее был ведущим рубрики «Деловые новости»).
С января 2014 года в выпусках, выходящих по субботам и воскресеньям (а иногда ещё и в другие дни недели), транслируются сюжеты о детях с ДЦП и другими важными заболеваниями, которым необходимы денежные средства на дорогостоящее лечение. Во время показа данных сюжетов, внизу на экране появляется короткий номер для SMS-сообщений, по которому необходимо отправить цифрами (при возможности, через префиксное слово и пробел) любую сумму пожертвования, а также сайт благотворительного фонда.
В мае 2014 года произошла ротация пар в выпусках в 19:00: выпуски в паре с Лилией Гильдеевой стал вести Александр Яковенко, а в паре с Ольгой Беловой — Игорь Полетаев.
28 августа 2014 года программа «Сегодня. Итоги» была закрыта в связи с запуском 1 сентября информационного телешоу «Анатомия дня».
Осенью 2014 года в выпуске в 16:00 появилась рубрика «Сегодня: деловые новости», ранее присутствовавшая только в выпусках в 10:00, 13:00 и 19:00. Примерно с этого же времени дневной выпуск программы «Сегодня» в 16:00 по выходным (в субботу или воскресенье) в случаях, если ему предшествовала прямая трансляция с матча чемпионата России по футболу, стал выходить не в это время, а сразу же после трансляции, в 15:20.

### С 2015 года
В 2015 году в программе произошла очередная крупномасштабная ротация ведущих: программу покинули Елена Винник и Андрей Ухарев, а Александр Яковенко перешёл на должность заместителя директора дирекции информации. С марта 2015 года вечерние выпуски «Сегодня» в паре с Гильдеевой стал представлять Михаил Чебоненко (ранее работал в программе «ЧП»). В апреле 2015 года Винник перешла работать на «Первый канал» ведущей «Вечерних новостей», Ухарев стал их шеф-редактором, а после ухода Дмитрия Борисова в 2017 году — вторым ведущим.
С 30 марта 2015 года был изменён подход к орбитальному вещанию: в эфире стали работать только постоянные пары ведущих, а выпуски программы «Сегодня» перестали быть привязанными к московскому рабочему времени, что позволяет более оперативно предоставлять самую актуальную информацию телезрителям, живущим в разных часовых поясах. Исчезла привязка ведущих к утренним и дневным эфирам. Теперь трое ведущих по очереди представляют утренние, дневные и «орбитные» выпуски. Например, на одной неделе работают Василий Максименко, Дмитрий Завойстый, Яна Леонтьева; на другой — Ольга Бороднева, Айна Николаева, Рамаз Чиаурели. Во время отпусков ведущих подменяют корреспонденты, среди них — Александр Калинин (до 2015), Никита Коробенков, Инна Осипова, Светлана Гордеева и Иван Трушкин. Кроме того, с этого времени программа сопровождается бегущей строкой чёрного цвета, на которую выводятся актуальные новости, полученные по каналам информагентств и других СМИ.
С 6 июля по 27 августа 2015 года, в период отпуска программы «Анатомия дня», с понедельника по четверг в 23:30 выходил дополнительный выпуск программы «Сегодня» с хронометражем 20 минут. Его представляли ведущие, работавшие в текущую неделю на восточные регионы.
С 19 июля 2015 по 20 ноября 2016 года по воскресеньям в 19:00 (с 6 сентября по 27 декабря 2015 года — в 18:00) вместо «Итоговой программы» Кирилла Позднякова транслировалась другая аналитическая программа «Акценты» (с августа 2015 года — «Акценты недели»). Ведущий передачи — Марат Сетдиков (до этого — ведущий программы «ЧП»).
В августе 2015 года программу покинула Ольга Белова в связи с работой над субботним ток-шоу «50 оттенков. Белова», которое выходило на НТВ с сентября по декабрь. Вместо неё с 31 августа 2015 по 7 июля 2017 года выпуски в 19:00 в паре с Игорем Полетаевым вела Елена Спиридонова (бывшая ведущая телеканала «РБК»). С 7 сентября 2015 по 13 июля 2018 года вечерние выпуски «Сегодня» в паре с Лилией Гильдеевой представлял Василий Максименко (ранее — ведущий утренних и дневных новостей), с этого же момента данный вариант программы приобрёл собственное графическое оформление, просуществовавшее до марта 2018 года. Михаил Чебоненко с 14 сентября ведёт утренние и дневные выпуски. С 16 ноября утренние и дневные выпуски вместо Ольги Бородневой стала вести бывшая ведущая новостей телеканала «Москва 24» Ксения Чепенко.
С 25 января по 10 июня 2016 года по будням приблизительно в 11:00, 12:00, 15:00 и 17:00 выходили минутные выпуски, представлявшие собой короткий обзор ключевых событий часа. В студии дежурил кто-либо из ведущих дневных выпусков, его голос звучал за кадром. До 26 февраля также выходили минутные выпуски в 9:00 и 14:00. В апреле 2016 года выпуски программы в 13:00 в выходные дни были закрыты (исключение — выпуски, выходящие перед прямой трансляцией схождения благодатного огня).
Помимо этого, шоу «Анатомия дня» было заменено на программу «Итоги дня», которая выходила с понедельника по четверг ближе к полуночи. В «Итоги дня» перешла бо́льшая часть корреспондентов, работавших исключительно для «Анатомии дня», а также соведущие Михаил Генделев, Глеб Пьяных и Иван Траоре (с выпуска от 10 мая 2016 года они отсутствовали).
С 13 июня 2016 года утренние и дневные выпуски ведёт Илья Федоровцев (ранее работал на телеканалах «Столица» и «Москва 24»). На неделе с 27 июня по 3 июля утренние выпуски представлял Егор Колыванов (в прошлом — корреспондент НТВ и ведущий итоговых программ «Анатомия дня» и «Итоги дня»). С 11 июля их ведёт Эльмира Эфендиева (ранее — продюсер службы новостей). С 26 декабря Яну Леонтьеву заменил вновь вернувшийся в кадр Егор Колыванов.
С 30 января 2017 года продолжительность будничного выпуска в 16:00 была увеличена на 10 минут.
1 и 2 июня 2017 года вечерний выпуск в 19:00 выходил в эфир из выездной студии в Санкт-Петербурге, где проводился Петербургский международный экономический форум. Аналогичная практика была применена и в последующие годы его проведения (кроме 2020 года).
На период с 7 июля 2017 по 6 августа 2018 года программу покинул Игорь Полетаев — в связи с работой на посту управляющего директора телеканала РБК. В указанный период вместо него вторым ведущим вечерних выпусков программы в паре с Еленой Спиридоновой был Владимир Кобяков (до и после этого — корреспондент НТВ).
Осенью 2017 года происходят рокировки в составе ведущих утренних и дневных выпусков: Михаил Чебоненко вновь стал корреспондентом программы, Эльмира Эфендиева становится ведущей рубрики «Деловые новости», Юлия Бехтерева — обычных выпусков новостей.
С 12 марта 2018 года программа вышла в эфир в новом графическом оформлении. Точно такое же оформление (кроме заставок) также используется в программе «ЧП», а ранее — в программе «Итоги дня».
С 22 июля 2018 года, в период летнего отпуска выходящей по воскресеньям вечером итоговой программы (до лета 2024 года «Итоги недели с Ирадой Зейналовой»), по воскресеньям в 19:00 выходят специальные выпуски, подводящие итоги недели (по аналогии с итоговыми программами «Первого канала» и «России-1»), с ведущим Владимиром Чернышёвым. В остальной период года Чернышёв ведёт выпуски «Сегодня» в 19:00.
Также была закрыта программа «Итоги дня»; корреспонденты, работавшие над ней, перешли в программу «Сегодня». Вместо «Итогов дня» с 20 августа 2018 года выходит дополнительный выпуск «Сегодня» — в 0:00 (с 20 по 23 августа 2018 года — в 23:00), который представляет ведущий, работающий в ту неделю на дневных выпусках для восточных регионов (а также в выпуске в 6:00 на европейскую часть России). Она завершается демонстрацией прогноза погоды без ведущего в кадре (голос за кадром комментирует карту погоды). С 27 августа 2018 года выпуски новостей стали выходить под заставкой, где внизу от названия появляется имя и фамилия ведущего (например, «Сегодня с Еленой Спиридоновой и Игорем Полетаевым»).
С 26 ноября 2018 года ночной выпуск выходит в эфир в плавающем графике от 23:00 до 1:00. С 18 марта 2019 по 20 марта 2020 года, во время выхода программы «Утро. Самое лучшее», возобновились утренние выпуски в 6:30 и 7:30. С 26 августа 2019 года в ночных выпусках был восстановлен спортивный обзор за прошедшие сутки с Кириллом Кикнадзе, штатным спортивным обозревателем НТВ.
С 9 января по 14 февраля 2020 года, в период отсутствия программы «Утро. Самое лучшее», утренние выпуски в 6:00, 6:30 и 7:30 были убраны из эфира, а продолжительность будничного выпуска в 8:00 была увеличена на 15 минут. Этот же выпуск с 17 февраля по 20 марта 2020 года.
В связи с вводом режима самоизоляции была открыта дополнительная студия новостей, расположенная в офисах телекомпании НТВ в медиацентре «Останкино». Из неё с 30 марта 2020 года транслируются выпуски в 12:00 МСК («Сегодня в 19:00» на Дальний Восток и «Сегодня в 16:00» на Сибирь), 13:00 МСК (дневной выпуск на Урал и Европейскую часть России), а также выпуск в 16:00 МСК на Европейскую часть России (на восточные дубли транслируется в 16:30 МСК (+7), 19:30 МСК (+4) и 21:30 МСК (+2) как ночной выпуск).
С 17 января 2022 года хронометраж выпуска в 16:00 по будням был сокращён на 20 минут для Москвы и Московской области в связи с появлением программы «Сегодня в Москве». Кроме того, новая программа заняла таймслоты в 23:20 с понедельника по четверг (при этом после неё, как и ранее, выходит рубрика «Сегодня. Спорт») и в 10:00 по субботам.
C 28 февраля 2022 года вечерний выпуск в 19:00 в паре с Владимиром Чернышёвым вместо ушедшей с НТВ Лилии Гильдеевой стала вести Айна Николаева. Она же в конце 2022 года заменила Елену Спиридонову в выпусках с Игорем Полетаевым; в свою очередь, вместо Николаевой вечерние выпуски в паре с Владимиром Чернышёвым стала вести Эльмира Эфендиева.
С 4 ноября 2024 года вечерний выпуск в 19:00 в паре с Эльмирой Эфендиевой стал вести Егор Колыванов, которого в свою очередь в выпусках 13:00 и 16:00 заменил Дмитрий Завойстый.

## Описание программы
«Сегодня» выходит ежедневно. Помимо общественно-политических новостей, в программе присутствуют блоки «Деловые новости» (где обозреваются новости мира бизнеса и финансов, в 1990-е годы назывался «Финансы и бизнес») и «Прогноз погоды». В 1994—2001 годах имела рубрики: «Специальный репортаж» — актуальный репортаж телекомпании НТВ, «Новость дня» — актуальная новость телекомпании НТВ и «Хроника дня» — актуальная информация телекомпании НТВ.
В 1993—2015 годах после некоторых выпусков также выходила рубрика «Спорт» (с новостями спорта), которую представляли отдельные ведущие в той же информационной студии. В 1997—1998 годах некоторые выпуски спортивного блока могли выходить из 21-й студии Останкино, принадлежавшей телеканалу «НТВ-Плюс Спорт», с осени 2001 по март 2015 года спортивные новости начинались после передачи слова от основного ведущего. С 10 сентября 2001 года был прекращён показ новостей спорта на НТВ после выпусков в 19:00, а с 30 августа 2004 года информация о спорте представлялась только в выпусках в 13:00 и 22:00 (позже — 22:45, 22:40, 23:00, 23:15). С 30 марта 2015 года выпуски спортивных новостей на канале были отменены по неизвестным причинам.
На «орбитах» до 2015 года после некоторых выпусков показывался короткий спортивный обзор без ведущего в кадре, где кто-либо из спортивных комментаторов канала читал текст новостей под картинку за кадром. В конце вместо прощания ведущий представлялся и произносил название канала («НТВ»).
С 26 августа 2019 года был восстановлен спортивный обзор в выпуске программы в 23:30. Ведущий Кирилл Кикнадзе рассказывал о нескольких главных событиях дня, стоя в углу студии, ранее использовавшейся для передач «Акценты недели» и «ЧП». С 18 января 2021 года рубрика новостей спорта производится телеканалом «Матч ТВ».

## Персоналии

### Нынешние

#### Редакторы
- Главный редактор: Татьяна Миткова.

#### Ведущие
- Юлия Бехтерева (2017—2020, с 2022 года) — чётная неделя
- Эльмира Эфендиева (2016—2017, с 2019 года) — чётная неделя
- Дмитрий Завойстый (с 2006 года) — чётная неделя
- Илья Федоровцев (с 2016 года) — нечётная неделя
- Егор Колыванов (с 2016 года) — чётная неделя
- Айна Николаева (с 2015 года) — нечётная неделя
- Игорь Полетаев (2013—2017, с 2018 года) — нечётная неделя
- Денис Капля (с 2024 года) — нечётная неделя
- Артём Колодкин (с 2018 года)
- Полина Тимофеева (с 2018 года) — на замене
- Михаил Чебоненко (2015—2017, с 2018 года) — на замене
- Никита Коробенков (с 2023 года) — на замене
- Эдмунд Желбунов (с 2024 года) — на замене
- Анатолий Майоров (с 2024 года) — на замене
- Валерия Алёхина (с 2024 года) — на замене
- Анастасия Махина (с 2025 года) — на замене
- Антон Талпа (с 2025 года) — на замене

#### Сегодня в Москве
- Ольга Аржанцева (с 2022 года)
- Владислав Назариков (с 2022 года)

#### Деловые новости
- Денис Талалаев (с 2010 года)
- Марина Пименова (с 2022 года)

#### Прогноз погоды
- Ирина Полякова (2000—2001, с 2002 года)
- Евгения Неронская (с 2016 года)
- Татьяна Ермилова (с 2024 года)

#### Корреспонденты
- В Москве[175]: Валерия Алёхина, Олег Барышев, Сергей Бондаренко, Евгений Голованов, Светлана Гордеева, Никита Гусенков, Вера Данилиди, Глеб Дудкин, Эдмунд Желбунов, Виктория Жильцова, Даниил Землянский, Алексей Ивлиев, Ксения Игнатова, Алексей Квашенкин, Кирилл Кикнадзе, Владимир Кобяков, Александр Коневич, Никита Корзун, Никита Коробенков, Дмитрий Лапиков, Даниил Левин, Илья Лядвин, Анатолий Майоров, Павел Ремнев, Павел Рыбальченко, Иван Савинов, Роман Соболь, Антон Талпа, Юлия Шатилова, Алим Юсупов.
- В регионе[175]: Сергей Анцигин (Дальний Восток), Максим Березин (Пятигорск), Владимир Богомолов (Красноярский край), Николай Булкин (Санкт-Петербург), Святослав Гордин (Ростов-на-Дону), Фатима Дадаева (Чечня), Ольга Зенкова (Екатеринбург), Влада Копыловская (Красноярский край), Омар Магомедов (Дагестан), Михаил Перетокин (Белгород), Сергей Пикулин (Краснодар), Ростислав Скидан (Крым), Александра Тонких (Самара), Илья Федосов (Санкт-Петербург), Алексей Чеботарёв (Калининград), Михаил Чернов (Самара), Ольга Чернова (Воронеж), Андрей Шамин (Нижний Новгород).
- За рубежом[175]: Алексей Веселовский (США), Елизавета Герсон (Великобритания), Сергей Савин (Беларусь), Сергей Холошевский (Сербия).

Многие корреспонденты также готовят сюжеты для программ «Итоги недели» и «ЧП», а в 2024—2025 гг. также и для телеканала «ТВ-3».

#### Ведущие прошлых лет
Вечерние выпуски
Одну неделю
- Татьяна Миткова (1993—2004, 2011—2014)
- Кирилл Поздняков (2001, иногда в 2003—2005)
- Юрий Липатов (2001—2003, по выходным)[176]
- Ольга Белова (2004—2005, 2006—2014)
- Антон Хреков (2005—2006) и Юлия Панкратова (2005)
- Александр Яковенко (2006—2015)
- Лилия Гильдеева (2014—2022)
- Михаил Чебоненко (2015)
- Василий Максименко (2015—2018)
- Владимир Чернышёв (2018—2024)

Другую неделю
- Михаил Осокин (1993—2001, 2003—2005)
- Александр Хабаров (2001)
- Пётр Марченко (2001—2002)
- Кирилл Поздняков (2002—2003)
- Алексей Пивоваров (2005—2013) и Асет Вацуева (2005—2006)
- Лилия Гильдеева (2006—2014)
- Ольга Белова (2014—2015)
- Елена Спиридонова (2015—2022)
- Владимир Кобяков (2017—2018)

 Итоговая программа
- Кирилл Поздняков (2005—2015)

Сегодня в полночь
- Михаил Светличный (1994—1995)
- Александр Шашков (1994—1997)
- Александр Герасимов (1995—1998)
- Александр Хабаров (2001)[177]
- Кирилл Поздняков (2001—2002)
- Ольга Волкова (2003—2004)[178][179]
- Евгений Борковский (2004—2005)
- Алексей Тарханов (2004—2005)
- Михаил Осокин (2005)

Дневные выпуски
Одну неделю
- Григорий Кричевский (1996—2000)
- Андрей Норкин (1998—2001)
- Кирилл Поздняков (2000—2001, 2003—2005)
- Ольга Белова (2001—2003, 2005)
- Евгений Борковский (2003—2005)
- Елена Винник (2006—2015)
- Василий Максименко (2015, иногда в 2006—2014)
- Яна Леонтьева (2015—2016)
- Ольга Бороднева (2015)
- Рамаз Чиаурели (2015—2016)
- Ксения Чепенко (2015—2019)
- Эльмира Эфендиева (2016—2017, 2019—2020)
- Егор Колыванов (2016—2024)
- Юлия Бехтерева (2017—2020)

Другую неделю
- Жанна Агалакова (1996—1999)
- Марианна Максимовская (1996—2001)
- Наталья Забузова (2001—2002)
- Евгений Борковский (2002—2003, 2006)
- Ольга Белова (2003—2004)
- Алексей Суханов (2004—2006)
- Андрей Ухарев (2006—2015)
- Алла Чернышёва (2006—2014, иногда)
- Дмитрий Завойстый (2015—2020)
- Айна Николаева (2015—2020)
- Ольга Бороднева (2015)
- Рамаз Чиаурели (2015)
- Михаил Чебоненко (2015—2017)

Утренние выпуски
Одну неделю
- Пётр Марченко (1996—2001, осень 2002)[90]
- Андрей Черкасов (1996—1998)[180]
- Виталий Бузуев (1998—2001)
- Кирилл Поздняков (1998—2000)
- Михаил Куренной (2000)
- Наталья Забузова (2000—2001)
- Антон Хреков (2001)
- Алексей Суханов (2001—2003)[181]
- Анна Шнайдер (2003—2006)
- Алексей Тарханов (2003—2005)
- Татьяна Ильина (2004—2005)
- Василий Максименко (2005—2015)
- Дмитрий Завойстый (2006—2015)
- Михаил Чебоненко (2015—2017)
- Ксения Чепенко (2015—2019)
- Егор Колыванов (2016)
- Эльмира Эфендиева (2016—2017, 2019—2022)

Другую неделю
- Жанна Агалакова (1996—1998)
- Андрей Норкин (1996—1998)
- Юлия Ракчеева (1999—2000)[182]
- Ольга Белова (2000[183]—2001)
- Денис Солдатиков (2001—2003)[184]
- Евгений Борковский (2001)
- Алексей Суханов (2003—2004)
- Елена Винник (2003—2006)
- Ольга Волкова (2004—2005)
- Алла Чернышёва (2006—2014)
- Ольга Бороднева (2014—2015)
- Дмитрий Завойстый (2015—2020, 2022—2024)
- Айна Николаева (2015—2022)
- Яна Леонтьева (2015—2016)
- Рамаз Чиаурели (2015—2016)
- Артём Колодкин (2022)

Новости спорта
- Кирилл Кикнадзе (1994—2001, 2002—2014, 2019—2020)[185][186][187]
- Юлия Бордовских (1994—2001, 2002[188])
- Михаил Решетов (1996—2001, 2002—2012)[189][190]
- Сергей Наумов (1996—2001, 2007—2015)[191]
- Александр Каминский (1996—1999)[192][193]
- Иоланда Чен (1997—2001, 2002)[194][195]
- Анна Ткачёва (1999—2004, в 2001—2002 — как сотрудник НТВ)
- Василий Соловьёв (2000—2001, 2004—2014)
- Геннадий Клебанов (2001—2002, как сотрудник НТВ)
- Мария Киселёва (2001—2002, как сотрудник НТВ)[79][196][197]
- Дмитрий Калениченко (2001—2002, как сотрудник НТВ)[198][199]
- Рамаз Чиаурели (2001—2005, в 2001—2002 — как сотрудник НТВ)[200]
- Елена Дмитричева (2001—2002, как сотрудник НТВ)
- Денис Косинов (2002—2015)
- Игорь Швецов (2002—2010)[201]
- Елизавета Кожевникова (2003—2004)
- Денис Панкратов (2003—2008)
- Наталья Пакуева (2003—2004)[202][203]
- Александр Кузмак (2003—2006)
- Юлия Дежнова (2005—2012)[204]
- Ирина Воронкова (2005—2007)
- Евгения Хохолькова (2007—2015)
- Алексей Матвеев (2007—2011)
- Леонид Народицкий (2010—2015)
- Станислава Комарова (2012—2015)
- Екатерина Кузнеченкова (2014—2015)
- Оксана Шарачева (2014—2015)

Деловые новости
- Игорь Полетаев (2006—2013)
- Анна Краснолуцкая (2007—2011)[205]
- Юлия Бехтерева (2010—2017)
- Алексей Кузнецов (2013—2015)
- Эльмира Эфендиева (2017—2019)

Прогноз погоды
- Евгений Гинзбург (1998—2001)[42]
- Татьяна Юрко (1998—2001)[42]
- Анна Собко (2001—2002, 2014—2016)
- Наталья Чернявская (2002—2005)[206]
- Елена Уткина (2004—2008)[207]
- Юлия Байдина (2008—2009)
- Екатерина Решетилова (2009—2014)
- Андрей Скворцов (2010—2022)
- Светлана Ткачук (2017—2018)
- Прохор Шаляпин (2018—2020)[208]

Ведущие выпусков «Сегодня» на регионы (орбиты)
- Ольга Писпанен (2000—2001)
- Ольга Хейфиц (2002—2010)
- Елена Быстрова (2002)
- Елена Винник (2002—2003)
- Ольга Волкова (2002—2003)
- Анжелика Дмитриева (2002—2004)
- Александр Сапожников (2002—2003)[209]
- Пётр Марченко (2002)[90]
- Наталья Забузова (2002—2003)[210][211]
- Алексей Суханов (2002—2005)
- Евгения Чиркова (2003—2005)
- Татьяна Ильина (2004—2008)[212]
- Михаил Осокин (2005—2006)
- Иван Лозовой (2006—2013)
- Артём Парнак (2008—2015)[213]
- Роман Мамонов (2008—2012)
- Екатерина Морозова (2009—2014)
- Ольга Бороднева (2009—2014)
- Степан Зайцев (2011—2014)
- Валентин Алфимов (2013—2015)
- Анна Пейчева (2014—2015)
- Александр Калинин (2015)
- Инна Осипова (2015—2018)
- Светлана Гордеева (2015—2018)
- Иван Трушкин (2015—2018)
- Владимир Кобяков (2018—2020)
- Дина Иванова (2023)

### Умершие

##### Ведущие
- Александр Беляев (1949—2020, вёл прогноз погоды в 1998—2020 годах, скончался в июле 2020 года)
- Алексей Бурков (1954—2004, вёл спортивные выпуски в 1993—1994 годах, скончался в ноябре 2004 года)
- Владимир Кара-Мурза (1959—2019, вёл ночной выпуск в 1995—2001 годах, скончался в июле 2019 года)[214]
- Василий Уткин (1972—2024, вёл спортивные выпуски в 1994—2001 годах, скончался в марте 2024 года)

#### Корреспонденты
- Владимир Аракелов (1983—2022, работал в программе в 2018—2022 годах, погиб в результате падения с высоты в ноябре 2022 года)[215][216]
- Георгий Гривенный (1977—2024, работал в программе в 2006—2015 годах, скончался в феврале 2024 года)[217][218][219]
- Валерий Драгилев (1973—2007, работал в программе в 2000—2007 годах[220], скончался в ноябре 2007 года после ДТП)[221]
- Александр Зараелян (1953—2017, работал в программе в 1993—1997 годах, скончался в ноябре 2017 года)[222]
- Илья Зимин (1972—2006, работал в программе в 1995—2001 и 2003—2006 годах, убит в феврале 2006 года)[223]
- Денис Коломейцев (1976—2019, редактор, работал в программе в 1997—2001 годах, скончался в июне 2019 года)
- Анна Конюкова (1964—2010, работала в программе в 1994—2010 годах, скончалась в августе 2010 года)[224]
- Илья Костин (1979—2019, работал в программе в 2000—2002 годах, скончался в апреле 2019 года)
- Евгений Ксензенко (1979—2024, работал в программе в 2001—2011 годах, скончался в августе 2024 года)
- Елена Курляндцева (1950—2005, работала в программе в 1993—2001 годах, скончалась в мае 2005 года)[225]
- Юрий Кучинский (1976—2019, работал в программе в 2007—2019 годах, скончался в феврале 2019 года)[226]
- Михаил Лужецкий (работал в программе в 2014—2016 годах, погиб в авиакатастрофе в декабре 2016 года)[227]
- Владимир Лусканов (1955—2022, работал в программе в 1993—2000 годах, скончался в декабре 2022 года)[228]
- Виктор Никулин (1968—1996, работал в программе в 1994—1995 годах, убит в марте 1996 года)[229]
- Александр Поклад (1959—2019, работал в программе в 1993—1995 годах, скончался в мае 2019 года)[230]
- Станислав Пылёв (1973—2017, работал в программе в 2000—2005 годах, скончался в августе 2017 года)[231]
- Максим Рогаленков (1974—2006, работал в программе в 2001—2006 годах, погиб в ДТП в августе 2006 года)[232]
- Павел Сотник (1975—2007, работал в программе «Сегодня в Санкт-Петербурге» в 2000—2007 годах, погиб в октябре 2007 года)[233]
- Ярослав Соловьёв (работал в программе в 1998—2000 годах, покончил жизнь самоубийством в апреле 2000 года)[234]
- Виталий Трубецкой (1969—2013, работал в программе в 1996—2000 годах, скончался в сентябре 2013 года)[235]
- Дмитрий Хавин (1948—2007, работал в программе в 1996—2007 годах, скончался в декабре 2007 года)[236]
- Ильяс Шурпаев (1975—2008, работал в программе в 2000—2005 годах, убит в марте 2008 года)[237]

#### Режиссёры и операторы
- Андрей Карницкий (1960—2012, режиссёр, работал в программе до 2001 года[238], скончался в январе 2012 года)[239]
- Игорь Ковригин (1938—2015, оператор, работал в программе в 1993—2002 годах, скончался в январе 2015 года)
- Валерий Кожин (1978—2024, оператор, работал в программе в 2006—2024 годах, погиб в Горловке (ДНР) в июне 2024 года)
- Сергей Конаков (звукооператор, скончался в августе 2008 года)
- Евгений Лагранж (1976—2013, оператор, работал в программе в 1998—2001 годах, погиб в ДТП в марте 2013 года)[240]
- Евгений Молчанов (оператор, работал в программе в 1993—1995 годах, погиб в Чечне в декабре 1995 года)[241]
- Юрий Оболенский (1951—2011, оператор, работал в программе до 2001 и в 2003—2011 годах, скончался в июле 2011 года от сердечного приступа)[242][243]
- Олег Пестов (оператор, работал в программе в 2000—2016 годах, погиб в авиакатастрофе в декабре 2016 года)[227]
- Сергей Ребров (1965—2019, оператор, работал в программе в 1993—2000 и 2005—2019 годах, скончался в феврале 2019 года)[244][245]
- Евгений Толстов (звукооператор, погиб в авиакатастрофе в декабре 2016 года)[227]
- Вячеслав Уткин (оператор, работал в программе в 1994—2004 годах, погиб при выполнении редакционного задания в Анголе в феврале 2004 года)[246]

## Итоговая программа (2005—2015)

Поздняя заставка программы (2012—2015)

«Сего́дня. Ито́говая програ́мма» (чаще — просто «Итоговая программа») — еженедельная информационно-публицистическая программа, выходившая с 18 сентября 2005 по 28 июня 2015 года. На протяжении всего периода её существования ведущим программы являлся Кирилл Поздняков. Официальный сайт программы определял её концепцию как «репортёрский взгляд на главные события недели». Выходила по воскресеньям в 19:00; состояла из нескольких частей, разделённых рекламными блоками. Хронометраж передачи в зависимости от количества репортажей мог составлять от 50 до 70 минут. Программа имела рубрики «Событие недели» (в 2005—2007, репортаж на главную политическую тему недели), «Лица недели» (в 2005—2008, где демонстрировались наиболее запоминающиеся или вызывающие комментарии медийных лиц за прошедшие 7 дней) и «Прогноз погоды», которую представляли отдельные ведущие после рекламного блока. Ближе к концу существования передачи ведущих в кадре не было — голос за кадром комментировал карту погоды. Кроме этого, в большинстве выпусков итоговой программы за неделю были интервью вне студии (как правило — дома или в рабочей обстановке), где Поздняков интервьюировал кого-либо из ньюсмейкеров недели. Иногда в роли интервьюеров (обычно в беседах с иностранными ньюсмейкерами) выступали корреспонденты НТВ.
До её создания, после закрытия в силу разных причин летом 2004 года программ «Намедни» и «Личный вклад», на НТВ не было ни одной воскресной информационно-аналитической передачи в традиционном журнальном формате.
Как и любая другая информационно-аналитическая программа, «Итоговая программа с Кириллом Поздняковым» включала в себя ряд развёрнутых репортажей корреспондентов НТВ на тему актуальных событий в стране и мире. В 2005—2011 годах каждый сюжет программы начинался с карикатуры или же иронической мини-заставки на тему репортажа, по аналогии с выходившей ранее программой «Намедни».
В октябре 2006 года лауреатом международной премии ENEX стал сюжет корреспондента НТВ Никиты Анисимова «Огненный остров», прошедший в передаче от 28 мая 2006 года.
В 2008 году для программы был создан сайт ip.ntv.ru.
С 2008 по 2014 год специальные сюжеты для программы готовил коллектив Алексея Поборцева.
В июле 2015 года было принято решение о закрытии программы в связи с переходом её автора и ведущего к работе над другим проектом — программой в жанре интервью «Поздняков».
С момента своего возникновения передача завершалась демонстрацией титров с указанием съёмочной группы. До 12 июля 2009 года титры проигрывались отдельно, с 13 сентября 2009 года и до закрытия информация демонстрировалась в бегущей строке во время подведения итогов ведущим.
Евгений Киселёв, чья программа «Итоги» в 1990-х, начале 2000-х годов выходила на НТВ в таймслоте «Итоговой программы», в 2008 году отозвался о передаче следующим образом:
Однажды посмотрел «Итоговую программу» Кирилла Позднякова, которая выходит на времени моих «Итогов», и поразился: она почти не имеет отношения к событиям недели. Это набор бульварных историй, что, впрочем, вполне соответствует политике жёлтого канала, каким стал НТВ.

## Шеф-редакторы программы

### В настоящее время
- Наталия Богданова[256]
- Владимир Смолев[257]

### Бывшие шеф-редакторы
- Елена Савина (1993—2001, 2003—2006)[119][258][259]
- Ирина Петрова (1993—1995)
- Игорь Сидорович (1995—2001)[260]
- Екатерина Копылова (1995—2001)[261]
- Юлия Ракчеева (1996—2000)[262][263]
- Ольга Букина[264] (1996—2015)
- Елена Черненко (1996—2015)
- Светлана Елина (1996—2001)[265]
- Алексей Кузьмин (1996—2003)[209]
- Александр Плющев (1997—1999)[266]
- Ираклий Гачечиладзе (2000—2003)[267]
- Наталья Курган[238] (до 2001)
- Павел Бардин (2002—2003)[268]
- Артём Протасенко (2003)[269]
- Дмитрий Перминов (2003—2004)[270]
- Александр Горнов (2008—2015)

Итоговая программа:
- Татьяна Сопова (2005—2012)[271]
- Михаил Сольев (2005—2007)
- Екатерина Копылова (2007—2012)
- Анна Хаустова (2011—2015)
- Софья Гудкова (2012)[272]
- Наталья Гончарова (2012—2013)
- Максим Соколов (2014—2015)

## Пародии
- В 2010 и 2012 году передача была два раза спародирована в программе «Большая разница» на Первом канале[273][274][275].

## Экстренное вещание
В случае крупномасштабных чрезвычайных происшествий или больших событий выходят экстренные выпуски программы без фиксированного времени выхода в эфир и длящиеся от нескольких минут до нескольких часов.

### 1990-е годы
- 23 октября 1995 года вышел специальный выпуск новостей, посвящённый пресс-конференции Бориса Ельцина и Билла Клинтона в Нью-Йорке. Выпуск вёл Михаил Осокин[276].
- 20 июня 1996 года в 2:00 вышел в эфир специальный выпуск новостей. Выпуск вёл Евгений Киселёв. Он был посвящён инциденту, получившему название дела о коробке из-под «ксерокса».
- 27 апреля 1997 в 00.00 вышел в эфир специальный выпуск программы «Сегодня в полночь».
- 21 июня 1998 года, в день урагана в Москве, в течение первой половины дня выходили специальные выпуски программы. Ведущим был Андрей Черкасов.
- 23 августа 1998 года, в день отставки правительства Кириенко и издания указа о смене кабинета министров, выходили специальные выпуски «Сегодня вечером». Ведущей была Татьяна Миткова[277].
- С 23 по 26 марта 1999 года вышел ряд специальных выпусков новостей, посвящённых бомбардировкам Югославии силами НАТО. Выпуски вели Михаил Осокин и Марианна Максимовская[278][279].
- 9 августа 1999 года вышел спецвыпуск новостей, посвящённый отставке Сергея Степашина с поста премьер-министра Российской Федерации. Ведущим был Андрей Норкин[280][281].
- 11 августа 1999 года вышел специальный выпуск новостей с демонстрацией в прямом эфире Солнечного затмения. Выпуск вёл Андрей Норкин[282], корреспондентом был Павел Лобков[283][284].
- 31 августа 1999 года в 21:14 вышел специальный выпуск, посвящённый взрывам в зале с игровыми автоматами на Манежной площади в Москве. Ведущей была Татьяна Миткова, репортёром был Николай Николаев[285].
- В ночь с 8 на 9 сентября 1999 года, во время взрыва жилого дома на улице Гурьянова, первая информация о случившемся поступила прямо во время выпуска программы «Сегодня в полночь», который вёл Владимир Кара-Мурза[286]. 13 сентября 1999 года с 7:00[287] до 10:20 транслировался специальный выпуск новостей, посвящённый взрыву дома на Каширском шоссе. Выпуск вёл Андрей Норкин, затем его сменил Григорий Кричевский[288], вечерние эфиры вела Татьяна Миткова (новостные программы по теме выходили в течение всего дня)[289].

### 2000-е годы
- 7 мая 2000[290], 2012[291][292], 2018 и 2024 годов выходили специальные выпуски программы, посвящённые вступлению в должность Президента Российской Федерации Владимира Путина. В 2000 году картинка прямого эфира периодически сменялась на включения корреспондентов с собственных камер и включения из 11-й студии Останкино, где происходящее обсуждали приглашённые эксперты — Юрий Батурин, Лилия Шевцова и Георгий Сатаров. В 1996 (Ельцин), 2004 (Путин) и 2008 году (Медведев) трансляции с инаугураций на НТВ не проводились. В 2012 году была показана полная версия трансляции с комментариями Владимира Кондратьева, в 2018 году — с ретранслируемым комментарием Сергея Брилёва и Екатерины Андреевой (не с начала), в 2024 году — с ретранслируемым комментарием Эрнеста Мацкявичюса и Екатерины Березовской. Предваряли трансляцию ведущие Григорий Кричевский (2000)[293], Андрей Ухарев (2012), Айна Николаева (2018) и Юлия Бехтерева (2024).
- 27 августа 2000 года, во время пожара на Останкинской телебашне, экстренные выпуски программы «Сегодня» выходили каждые полчаса на ТНТ[294][295][296]. Ведущими были Пётр Марченко и Марианна Максимовская[297]. В остальных регионах вещания трансляция выпусков по теме продолжала идти на НТВ, одновременно с ТНТ.
- 21 сентября 2000 года вышел специальный выпуск новостей, посвящённый захвату заложников в Сочи. Выпуск вела Марианна Максимовская.
- 7 ноября 2000 года в течение дня выходили тематические специальные выпуски программы, посвящённые президентским выборам в США[298][299].
- 23 марта 2001 года транслировались специальные выпуски программы, посвящённые затоплению космической станции «Мир»[300], под заставкой «Мир: долгие проводы». Первым ведущим был Кирилл Поздняков, затем его сменил Пётр Марченко.
- В первые дни протеста журналистов НТВ против захвата телекомпании (3—6 апреля 2001 года) также выходили ежечасные выпуски новостей без фиксированного хронометража времени. Все выпуски программы заканчивались заставкой «Главный редактор: Евгений Киселёв, руководитель программы: Григорий Кричевский. НТВ, 2001 г.»[301]. 7 апреля 2001 года в прямом эфире транслировался митинг в защиту НТВ, проходивший у телецентра «Останкино»[302].
- Утром 14 апреля 2001 года, после замены охраны на 8-м этаже в телецентре «Останкино» (где располагается эфирная зона НТВ), возникла ситуация, когда многие ведущие журналисты программы были отстранены от эфира по инициативе новых руководителей и владельцев НТВ, в связи с чем им пришлось выходить в эфир из студии родственного канала ТНТ[303][304]. Первый выпуск под названием «Сегодня на ТНТ» вышел в эфир 14 апреля 2001 года в 7:58 по московскому времени[305]. Его провели Андрей Норкин и Виталий Бузуев. C 8:04 до 8:10 мск данный выпуск посредством перекоммутации сигнала также транслировался в прямом эфире телеканала НТВ с параллельным логотипом ТНТ, в левом нижнем углу отображался логотип «Защитим НТВ сегодня!»[306]. С 8:10 в эфире НТВ появилась настроечная таблица[307][308], которая, в свою очередь, сменилась на стоявший по программе сериал «Закон джунглей»[309], уже с обычным логотипом НТВ[310]. Все следующие выпуски, вышедшие в эфир ТНТ 14 апреля 2001 года, практически полностью состояли из репортажей журналистов, мнений политиков и экспертов на произошедшие в течение последних недель в целом и прошлой ночью в частности события[30].
- Во время террористического акта 11 сентября 2001 года в США выпуск программы начался в 17:40 и закончился примерно в 22:40 (иногда прерываясь на рекламные блоки)[311], после чего телеканал вернулся к прежней сетке вещания[312]. Ведущими были Ольга Белова[12], Пётр Марченко[313][314], Савик Шустер, Антон Хреков и Александр Хабаров. С утра экстренное вещание по теме возобновилось, его вёл Алексей Суханов.
- В день начала военных действий в Афганистане 7 октября 2001 года по НТВ шла программа «Намедни»: Леонид Парфёнов комментировал показываемую на телеэкране картинку[315][316]. Чуть позже к нему присоединился Савик Шустер[317]. Затем выходили многочасовые специальные выпуски новостей, ведущим которых был Пётр Марченко[318][319].
- В день теракта в Каспийске 9 мая 2002 года на НТВ также выходили экстренные выпуски новостей[320][321]. Ведущей была Ольга Белова[322].
- В день финала чемпионата мира по хоккею 11 мая 2002 года на НТВ вышел специальный выпуск новостей, в который вошла запись церемонии награждения сборной России серебряными медалями. Этот фрагмент не вошёл в трансляцию матча на другом телеканале[323][324].
- 21 августа 2002 года, в связи с взрывом подъезда в Москве на улице Академика Королёва, в течение дня шли экстренные выпуски программы раз в полчаса[325].
- Во время террористического акта на Дубровке только что закончившийся выпуск программы «Сегодня» возобновился буквально через несколько минут и продлился до глубокой ночи[176]. Все дни теракта (23 — 26 октября 2002 года) выпуски выходили без перерывов[326]. Ведущие сменяли друг друга, продолжая круглосуточное информационное вещание. Утренние выпуски вёл Денис Солдатиков, дневные — Ольга Белова[12] и Евгений Борковский, вечерние Кирилл Поздняков и Татьяна Миткова, ночные Алексей Суханов. Также в студии с гостями беседовали Савик Шустер и Павел Лобков[327][328].
- В период начала военных действий в Ираке (середина марта 2003 года) выпуски программ «Сегодня» и «Страна и мир» также выходили ежечасно с раннего утра до окончания вещания телеканала в районе 2-3 часов ночи[329]. Первый выпуск по теме вышел в эфир в 4:00 МСК 20 марта 2003 года, за два часа до официального начала вещания канала НТВ по программе[330].
- В день убийства депутата Государственной Думы Российской Федерации Сергея Юшенкова 17 апреля 2003 года также выходил специальный выпуск[331].
- В день террористического акта на рок-фестивале «Крылья» 5 июля 2003 года вышел специальный выпуск новостей[332]. Ведущей была Ольга Белова.
- 30 августа 2003 года в 11:10 вышел специальный выпуск, посвящённый катастрофе атомной подводной лодки К-159 в Баренцевом море. Ведущей была Ольга Белова[333].
- В день Революции роз в Грузии 22 ноября 2003 года выходили экстренные выпуски новостей с последними новостями по теме[334][335]. Ведущей была Ольга Белова[12].
- В день взрыва в метро 6 февраля 2004 года с разной периодичностью в течение дня выходили специальные выпуски программы — прямые включения и репортажи с места случившегося. Первое включение спецвыпуска по теме теракта состоялось в районе 9:50[336]. Ведущими последовательно были Евгений Борковский (утром), Кирилл Поздняков (днём) и Татьяна Миткова (вечером, в 19:00 и 21:00)[337].
- Во время обрушения «Трансвааль-парка» в Москве 13 февраля 2004 года в прямом эфире шла программа «Личный вклад» Александра Герасимова. Он первым сообщил о трагедии. Далее каждые полчаса выходил экстренный выпуск «Сегодня» — прямые включения с места трагедии[338]. Выпуски вёл Евгений Борковский.
- В день пожара в Манеже 14 марта 2004 года в прямом эфире шла программа «Намедни» с Леонидом Парфёновым[339]. В ней в 21:30 появились первые видеокадры и прямые включения с места событий[340]. Затем каждый час-полчаса, прерывая программу «Свобода слова» с Савиком Шустером на тему итогов только что закончившихся выборов президента России-2004, выходили спецвыпуски новостей — прямые включения и репортажи с места произошедшего. Ведущей была Ольга Белова.
- 9 мая 2004 года, в день теракта, который повлёк за собой смерть президента Чечни Ахмата Кадырова, первый выпуск программы по теме вышел в 11:37, ведущим был Алексей Суханов. Этот же выпуск через некоторое время был оборван на полуслове[341]. Затем выпуски по теме вышли в 12:00, 13:07 и 16:00[342]. Ведущим всех последующих выпусков тоже был Алексей Суханов.
- В ночь с 21 на 22 июня 2004 года, во время рейда на Ингушетию, с 1:15 транслировались выпуски программы[343][344].
- В день террористического акта на станции метро «Рижская» 31 августа 2004 года примерно в 20:30 и в 21:30 в эфир вышел выпуск программы с информацией о трагедии. В нём был показан репортаж корреспондента НТВ Юлии Панкратовой, которая вместе со своей съёмочной группой случайно оказалась возле места происшествия[345][346]. Ведущим был Кирилл Поздняков.
- Во время террористического акта в Беслане выпуски выходили каждый час в течение всех дней (1 — 3 сентября 2004 года), а во время штурма здания захваченной школы выпуск длился 3 часа.[347][348] Первый выпуск с информацией о случившемся 3 сентября вышел по графику в 13:00[349]. Выпуски вели Алексей Суханов[350] и Кирилл Поздняков.
- 27 и 28 ноября 2004 года, в дни событий украинской Оранжевой революции, в 22:00 выходили специальные выпуски новостей, систематизирующие всю полученную за день информацию. Ведущей была Ольга Белова[12].
- В день авиакатастрофы в Иркутске 9 июля 2006 года в 22:00 вышел специальный выпуск программы, систематизирующий всю полученную за день информацию. Ведущим был Антон Хреков.
- 10 июля 2006 года вышел специальный выпуск новостей, посвящённый ликвидации Шамиля Басаева. Выпуск вёл Андрей Ухарев.
- В день катастрофы Ту-154 под Донецком 22 августа 2006 года вышло два специальных выпуска программы — в 17:00 и 20:00. Ведущими были Андрей Ухарев и Ольга Белова.
- В день похорон Бориса Ельцина 25 апреля 2007 года[351] специальный выпуск длился 3,5 часа (с 13:30 до 17:00) и включал в себя прямую трансляцию прощания и похорон с комментариями Владимира Кондратьева и Андрея Черкасова[352]. В некрологах от корреспондентов и в перерыве прямой трансляции показывались нарезки видеокадров с Ельциным разных лет из архива телеканала и его фотографии[353]. Ведущей была Елена Винник.
- В дни войны в Грузии в августе 2008 года также выходили специальные выпуски новостей продолжительностью от нескольких минут до часа[354]. Ведущим был Андрей Ухарев[355].
- В день 15-летия НТВ 10 октября 2008 года в 0:10 вышел специальный выпуск программы, в рамках которого вышли записи разговоров Владимира Путина и Дмитрия Медведева с руководством телеканала[356].

### 2010-е годы
- 29 марта 2010 года, в день взрыва в московском метрополитене, плановые выпуски новостей в 10:00, 13:00, 16:00, 19:00 и 23:15 шли с расширенным хронометражем и были целиком посвящены теракту. При этом экстренное вещание было решено не вводить по причине небольшого временного промежутка между плановыми выпусками[357]. Ведущими были Алла Чернышёва, Андрей Ухарев, Лилия Гильдеева и Алексей Пивоваров. Также о взрывах сообщалось в программе «Чрезвычайное происшествие» в 15:30 и 18:30.
- 4 декабря 2011 года и 4 марта 2012 года[358], в дни проведения выборов в Государственную думу и президента России выходили ежечасные специальные выпуски. Первый выпуск по теме вышел в 14:00, последний выпуск — в 5:00, по окончании телевизионного дня канала[359].
- 15 июля 2012 года примерно в 21:44 вышел специальный выпуск программы с сообщениями о посещении президентом города Крымска, пострадавшего от наводнения неделей ранее[360].
- 18 марта 2014 года в 14:55 был показан специальный выпуск программы с прямой трансляцией внепланового обращения Президента Российской Федерации из Георгиевского зала Кремля — Крымской речи Владимира Путина[361]. Ведущей была Елена Винник.
- 6 июня 2014 года, в день празднования 70-летия со дня открытия Второго фронта и высадки союзных войск, в районе 20:45 вышел специальный выпуск «Сегодня», включавший в себя прямую трансляцию речи российского президента на брифинге во Франции. Ведущим был Игорь Полетаев[362].
- В ночь с 6 на 7 февраля 2015 года примерно в 0:35—0:40 вышел специальный выпуск программы, в котором рассказывалось о результатах переговоров Ангелы Меркель, Франсуа Олланда и Владимира Путина по Украине в Москве[363]. Ведущей была Анна Пейчева.
- 9 мая 2015 года примерно в 15:30 вышел специальный выпуск программы, в котором рассказывалось о ходе шествия «Бессмертный полк» в Москве. Ведущим был Рамаз Чиаурели[364].
- 28 сентября 2015 года в 19:00, в день 70-й Генассамблеи ООН, непосредственно во время заявленного выпуска передачи была показана прямая трансляция речи Владимира Путина. Эфир после речи провели Елена Спиридонова и Игорь Полетаев[365].
- В день авиакатастрофы российского самолёта в Египте 31 октября 2015 года в 11:55 вышел специальный выпуск программы с последней информацией о случившемся[366]. Дальнейшие специальные выпуски с новыми подробностями выходили ежечасно 31 октября с 13:00 до 18:00[367] и 1 ноября с 8:00 до 18:00. Ведущими были Михаил Чебоненко и Дмитрий Завойстый.
- С 31 декабря 2015 по 10 января 2016 года ежедневно в 9:00, 11:00, 12:00, 14:00, 15:00 и 17:00 выходили дополнительные короткие выпуски продолжительностью 3 минуты[368].
- В ночь с 12 на 13 февраля 2016 года в 1:00 вышел выпуск, посвящённый встрече на Кубе папы римского Франциска и патриарха Московского и всея Руси Кирилла. Выпуск проводила Яна Леонтьева.
- 19 марта 2016 года, в день авиакатастрофы Boeing 737 в Ростове-на-Дону, ежечасно с 6:00 до 17:00 выходили специальные выпуски программы, посвящённые данной теме. Ведущими были Айна Николаева и Михаил Чебоненко. Все выпуски, за исключением плановых выпусков в 8:00, 10:00, 13:00 и 16:00, имели продолжительность около 1 минуты, голоса ведущих звучали за кадром[369].
- 18 сентября 2016 года, в день выборов депутатов Государственной думы, в 9:00, 11:00, 12:00, 13:00, 14:00, 15:00 и 18:00 выходили короткие минутные выпуски, в которых сообщалось о ходе голосования. Практически полностью выборам были посвящены и плановые выпуски программы в 8:00, 10:00 и 16:00[370]. Ведущими были Дмитрий Завойстый и Айна Николаева.
- 25 декабря 2016 года, в день авиакатастрофы самолёта Ту-154 в Сочи, каждый час с 10:00 до 17:00 выходили специальные выпуски программы[371]. Все выпуски, за исключением плановых в 10:00 и 16:00, выходили с продолжительностью от 1 до 3 минут. Ведущими были Михаил Чебоненко и Дмитрий Завойстый.